# Archidiocèse de Nouméa
L'archidiocèse de Nouméa (en latin : Archidioecesis Numeana) est une Église particulière de l’Église catholique couvrant la collectivité sui generis française de Nouvelle-Calédonie, en Océanie, soit 18 575 km2 et 230 789 habitants (2004). Le siège épiscopal du diocèse, créé le 21 juin 1966 par Paul VI à partir d'un vicariat apostolique érigé le 1er juillet 1847 par Pie IX, est localisé à Nouméa. Il s'agit de la métropole ecclésiastique de la province de Nouméa, qui comprend également deux autres diocèses suffragants. Il appartient à la conférence épiscopale du Pacifique.
Selon l'Annuario pontificio de 2004, l'archidiocèse comptait 110 000 baptisés sur 210 000 habitants estimés, soit une part de 52,4 % de la population totale.
L'archidiocèse comprend 11 prêtres diocésains, 8 autres prêtres, 20 pères maristes, 11 frères maristes, 11 diacres, 44 moines et 111 religieuses.

## Les vicaires apostoliques et archevêques de Nouméa
1. Guillaume Douarre (1847-1853), vicaire apostolique
2. Pierre Rougeyron (1855-1873), vicaire apostolique
3. Pierre-Ferdinand Vitte (1873-1880), vicaire apostolique
4. Alphonse-Hilarion Fraysse (1880-1905), vicaire apostolique
5. Claude-Marie Chanrion (pl) (1905-1937), vicaire apostolique
6. Édoardo Bresson (1937-1956), vicaire apostolique
7. Pierre-Paul-Émile Martin (pl) (1956-1972), vicaire apostolique, puis archevêque
8. Eugène Klein (1972-1981), archevêque
9. Michel-Marie Calvet (1981-2025), archevêque
10. Susitino Sionepoe (2025-), archevêque

## Évêque originaire de l’archidiocèse de Nouméa
- Jean-Yves Riocreux, évêque du diocèse de Pontoise de 2003 à 2012 puis du diocèse de Basse-Terre et Pointe-à-Pitre à partir de 2012

## Paroisses

### Nouméa
Les dates de fondation sont indiquées entre parenthèses. 
- Paroisse de la cathédrale Saint-Joseph, centre-ville (1885)
- Secteur pastoral Saint-Jean-Baptiste, Vallée-des-Colons, Magenta, Portes-de-fer ainsi que l'île de Maré dans les îles Loyauté : 
  - Communauté de Saint-Jean-Baptiste de la Vallée-des-Colons (1903)
  - Communauté de Sainte-Anne de Magenta (1975)
  - Communauté de l'Espérance de Portes-de-Fer (2002)
  - Paroisse de Maré (Îles Loyauté, 1866)
- Paroisse du Bon-Pasteur, Vallée-du-Tir (1948)
- Paroisse du Cœur immaculé de Marie dite de l'« Église du Vœu », Quartiers-Sud (1953)
- Paroisse de la Rivière-Salée, Rivière-Salée, 6e et 7e kilomètres, Tina (1993)
  - Église Mémorial du 150e de Rivière-Salée (1993)
  - Centre paroissial de Notre-Dame de Lourdes de Tina-sur-Mer (2005)
- Paroisse Saint-Michel, Montravel et Cité Pierre Lenquette

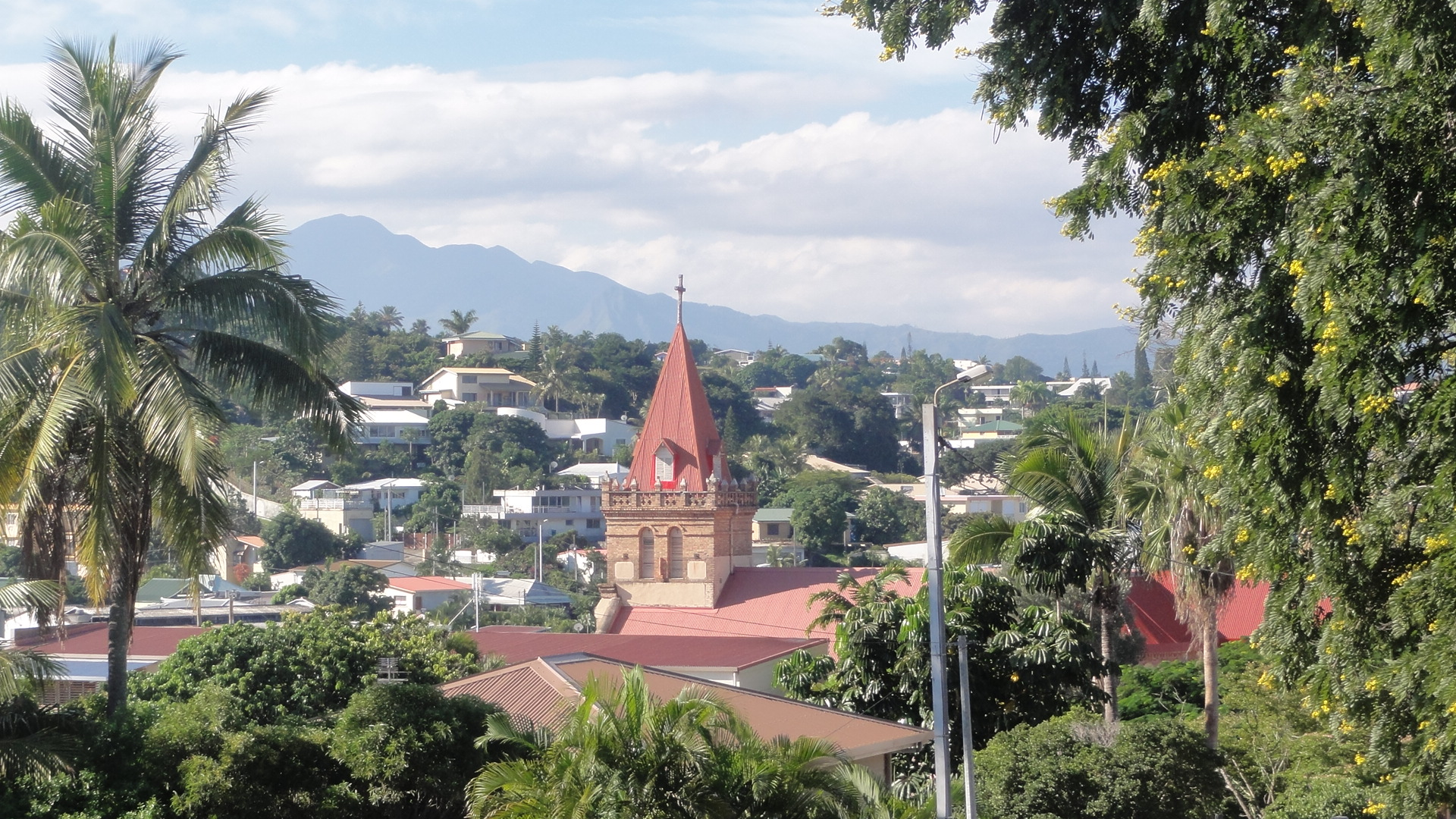
Le clocher de l'église paroissiale Saint-Jean-Baptiste, dans le quartier de la Vallée des Colons de Nouméa.
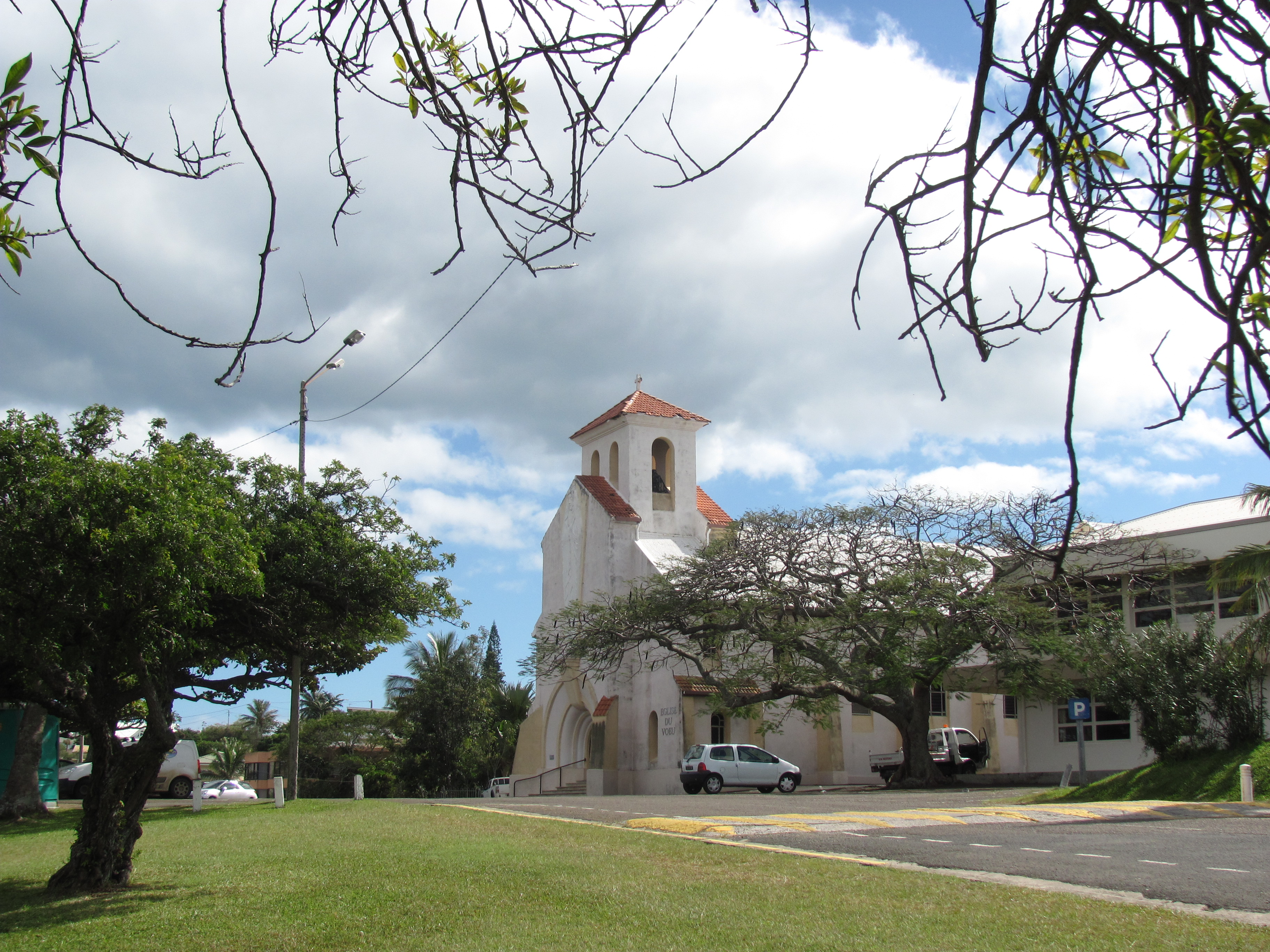
L'église du Vœu.
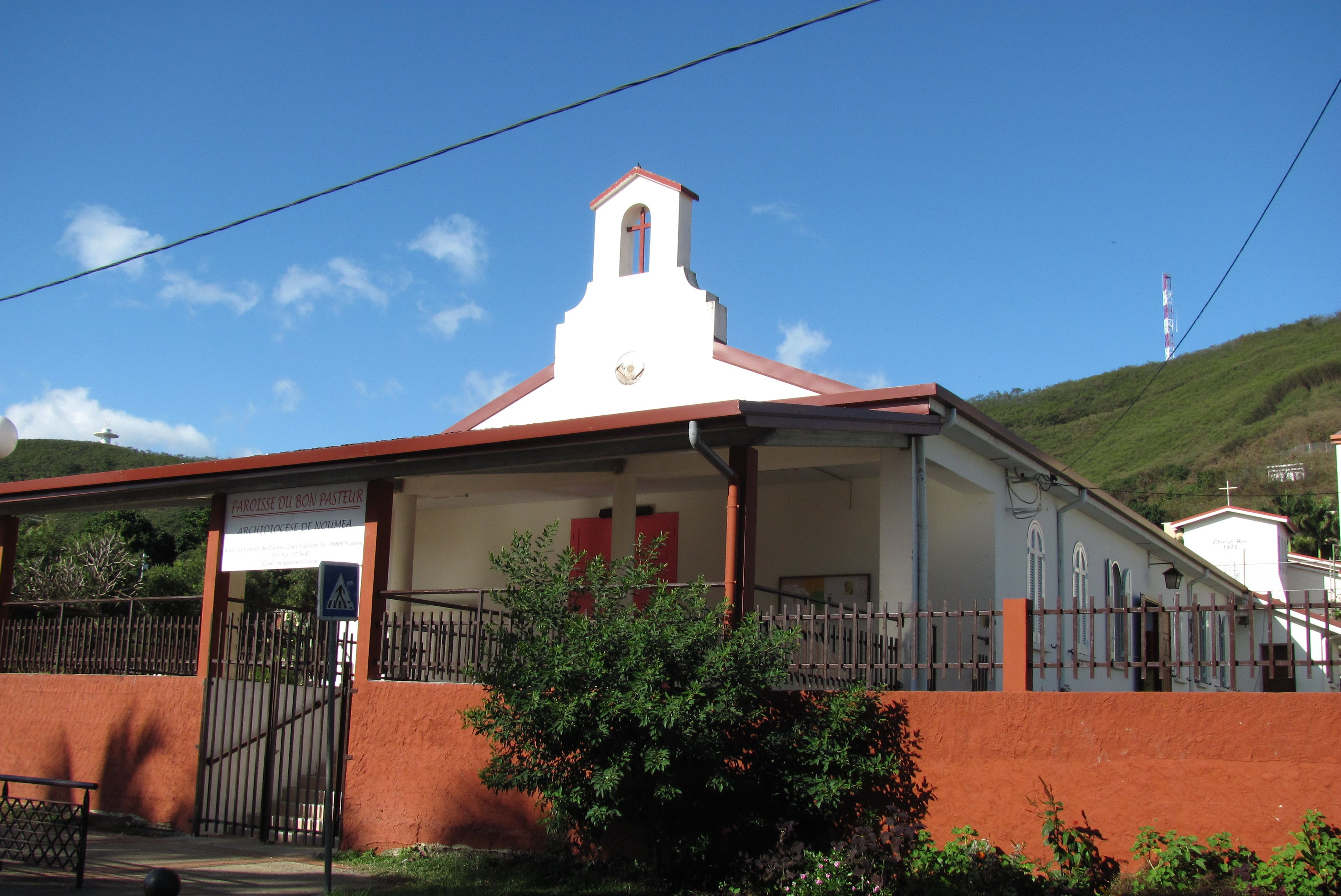
L'église du Bon-Pasteur de la Vallée-du-Tir.

### Grand Nouméa
- Paroisse de la Conception, nord de la commune du Mont-Dore (1855)
  - Église Notre Dame de l'Immaculée Conception (1855)
  - Chapelle Sainte Thérèse de l’enfant Jesus, Quartier de Robinson (les années 90)
  - Chapelle Sainte Famille, Quartier de Yahoué (2017)
  - Chapelle de Saint Michel, Quartier de St Michel, Chez Madame TU
- Paroisse de Saint-Louis, sud de la commune du Mont-Dore (1856)
  - Église de la Mission de Saint-Louis (1856)
  - Chapelle de Plum (1942)
  - Chapelle de La Coulée (2004)
  - Église Sainte-Thérèse du Mont-Dore (2006)
- Paroisse du Sacré-Cœur de Païta (1875)
  - Église du Sacré-Cœur de Païta (1875)
  - Séminaire Saint-Léon (1946)
- Paroisse d'Auteuil - Dumbéa (1982)

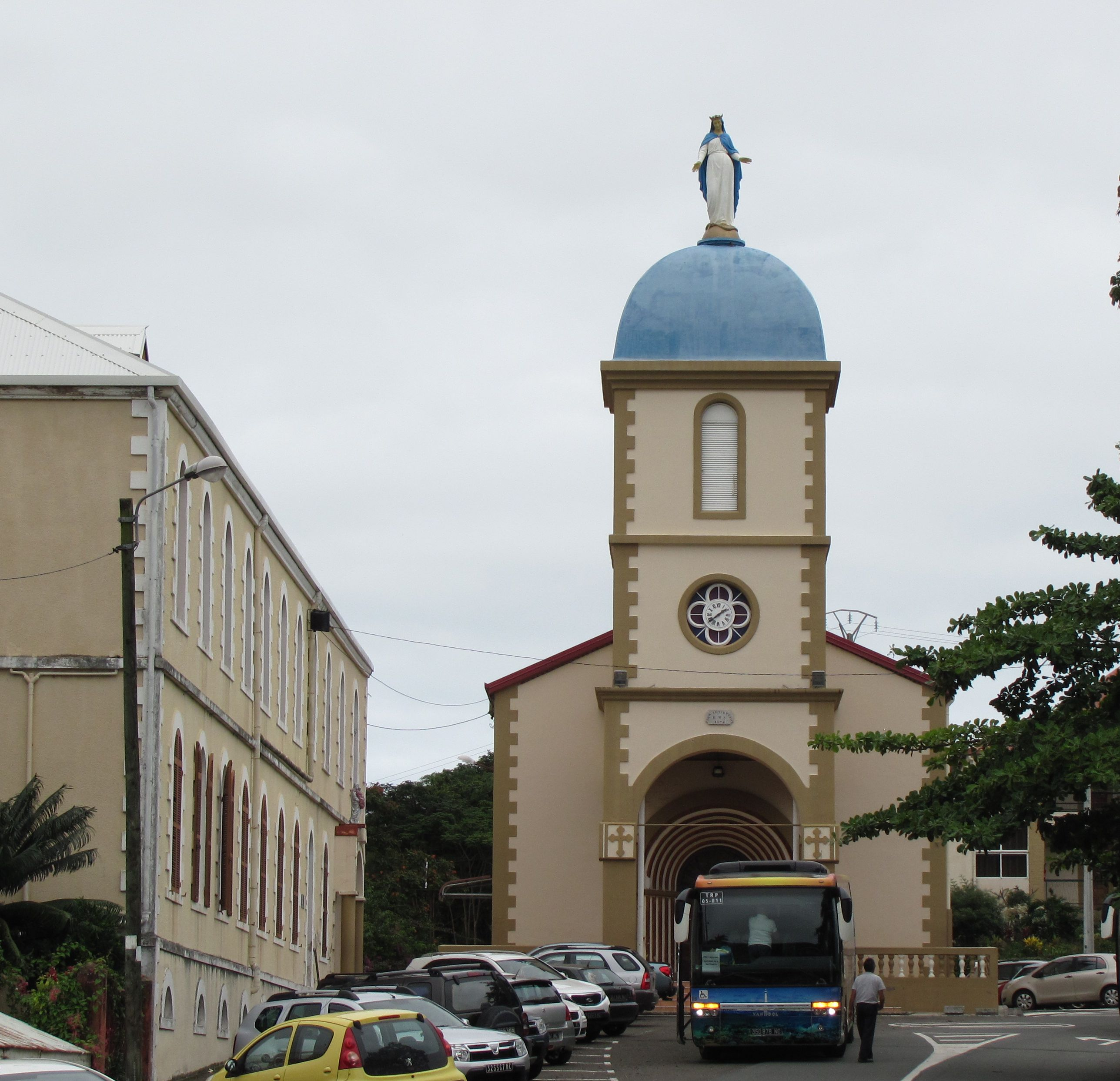
L'église de la Conception.
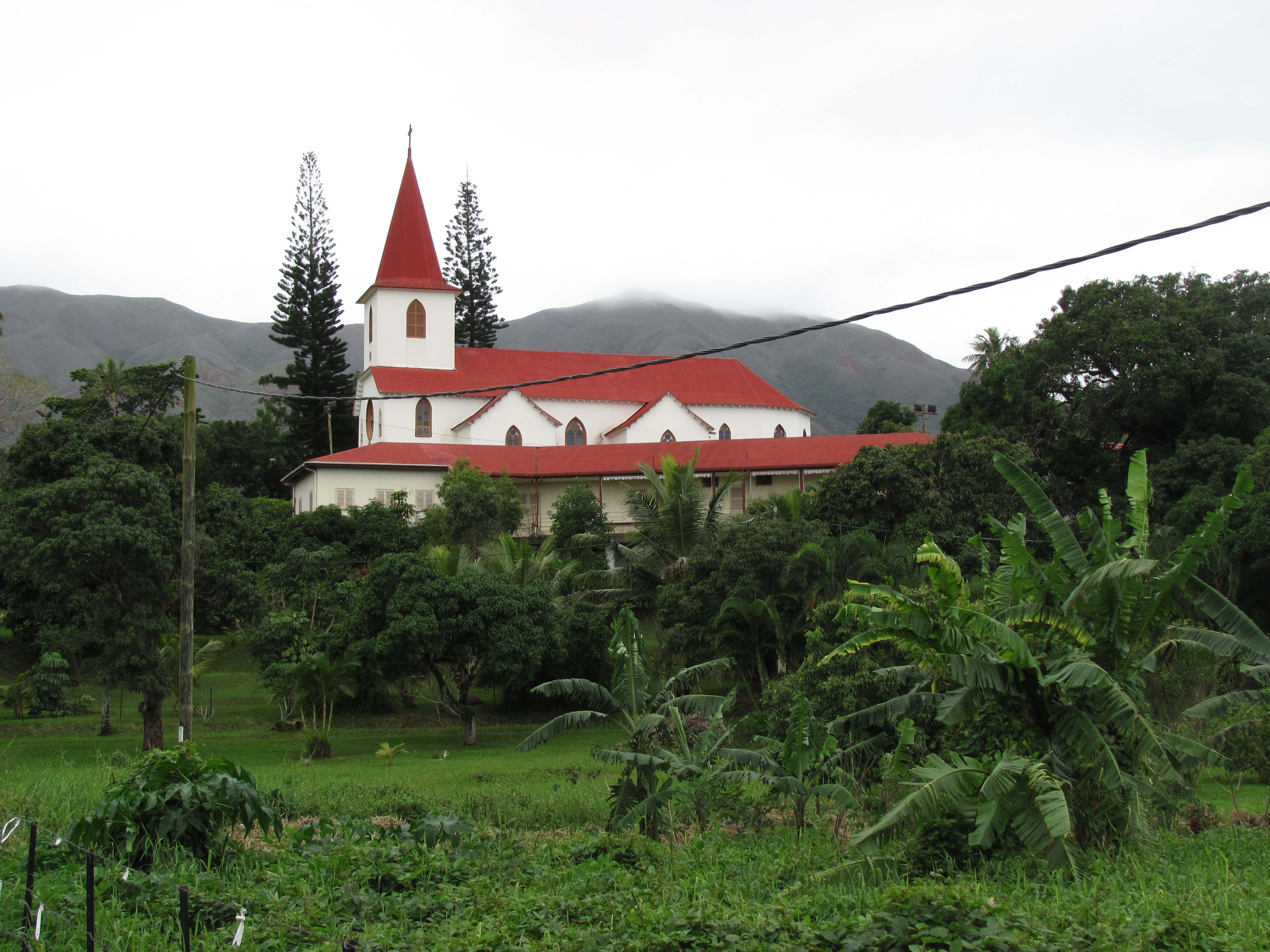
L'église de Saint-Louis.
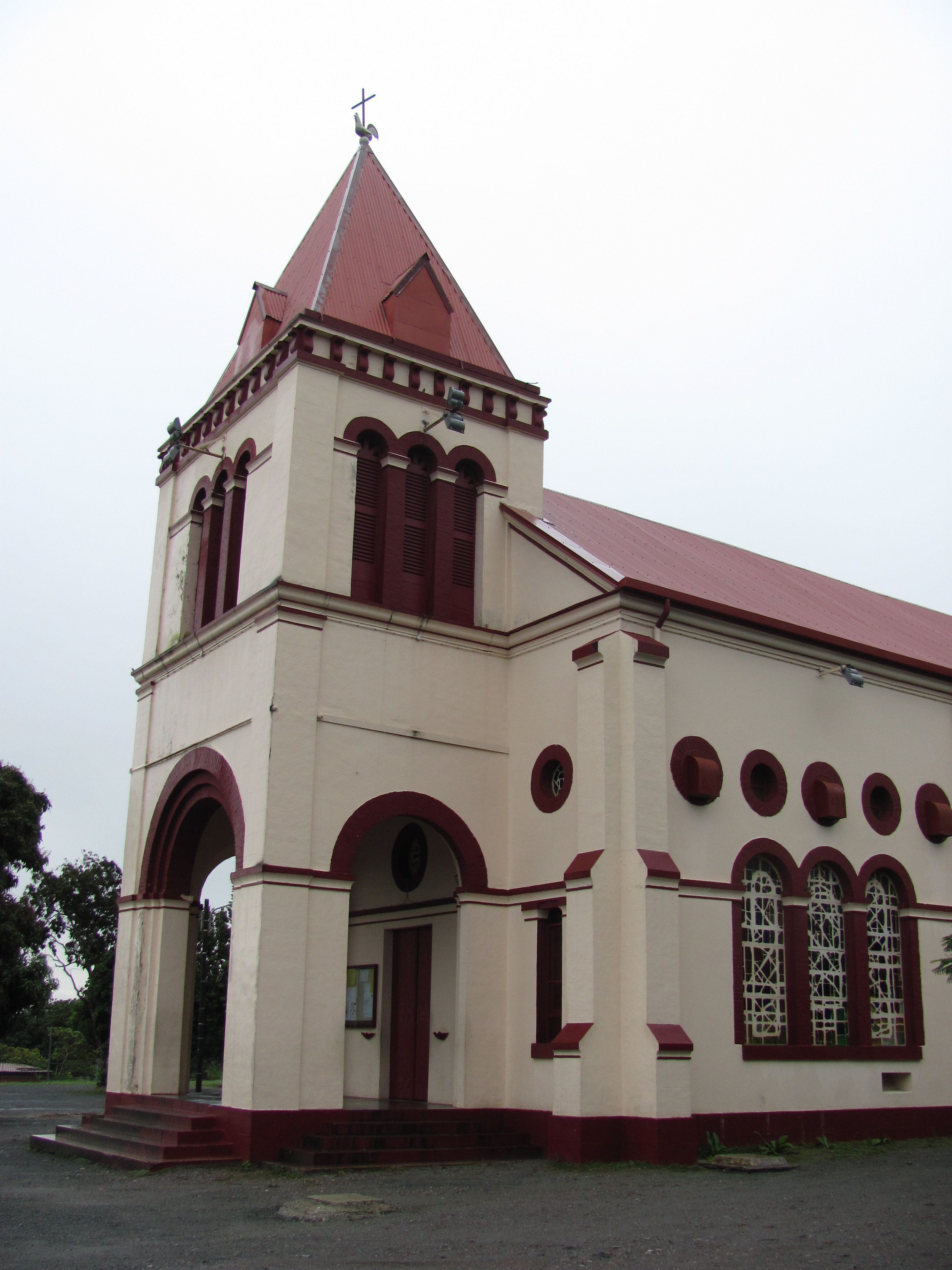
L'église du Sacré-Cœur de Païta.

### Province Sud(horsGrand Nouméa)
- Paroisse de l'Île des Pins (1848)
- Paroisse Saint-François-de-Sales de Thio (1868)
- Paroisse du Sacré-Cœur de Bourail (1870)
- Paroisse Saint-Vincent-de-Paul de La Foa (1873)
- Paroisse de Touaourou, Yaté (1888)
- Paroisse Saint-Pierre-Chanel d'Azareu, dans la commune de Bourail (1912)
  - École de formation des catéchistes d'Azareu

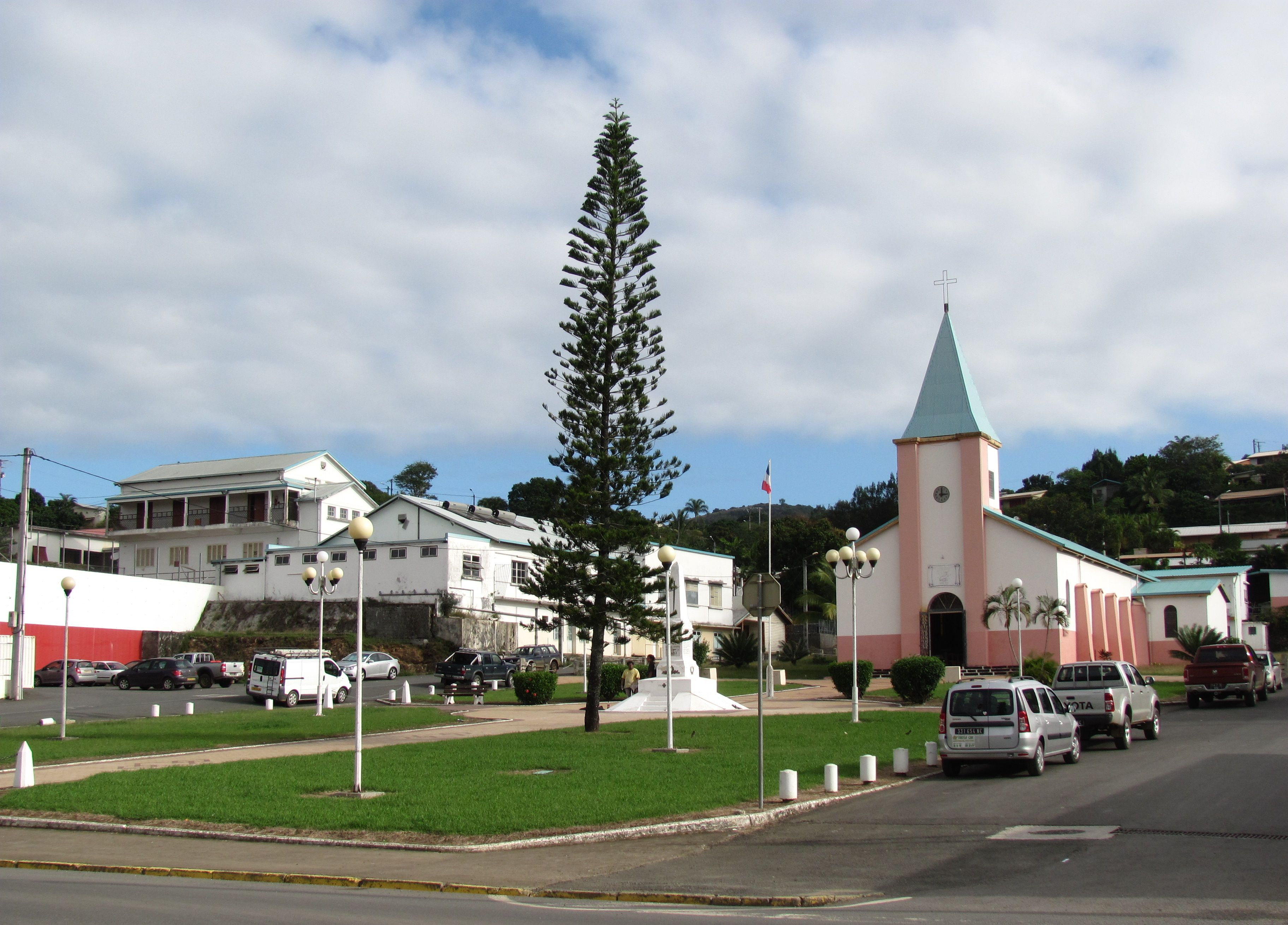
L'église du Sacré-Cœur de Bourail.
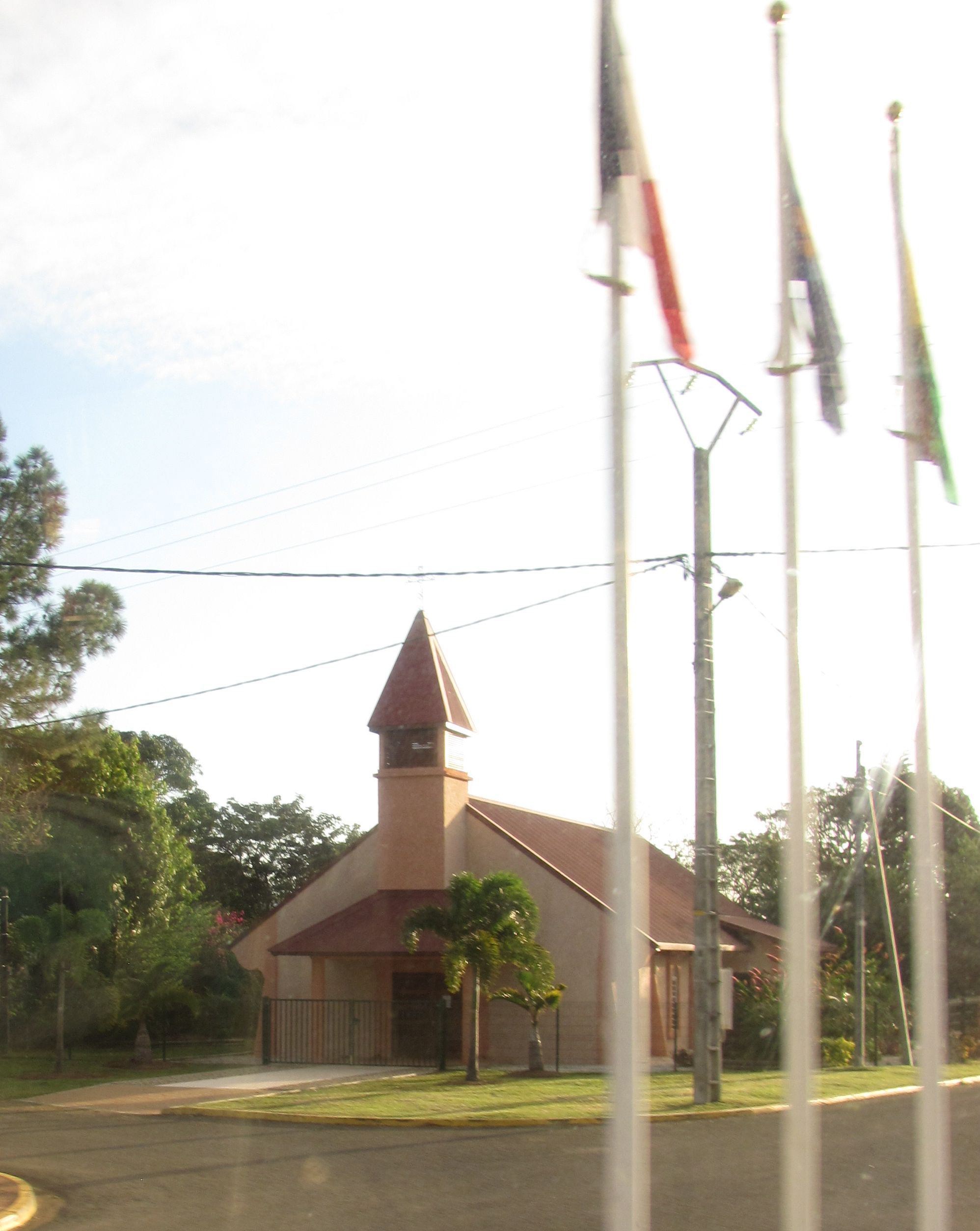
L'église de Boulouparis.
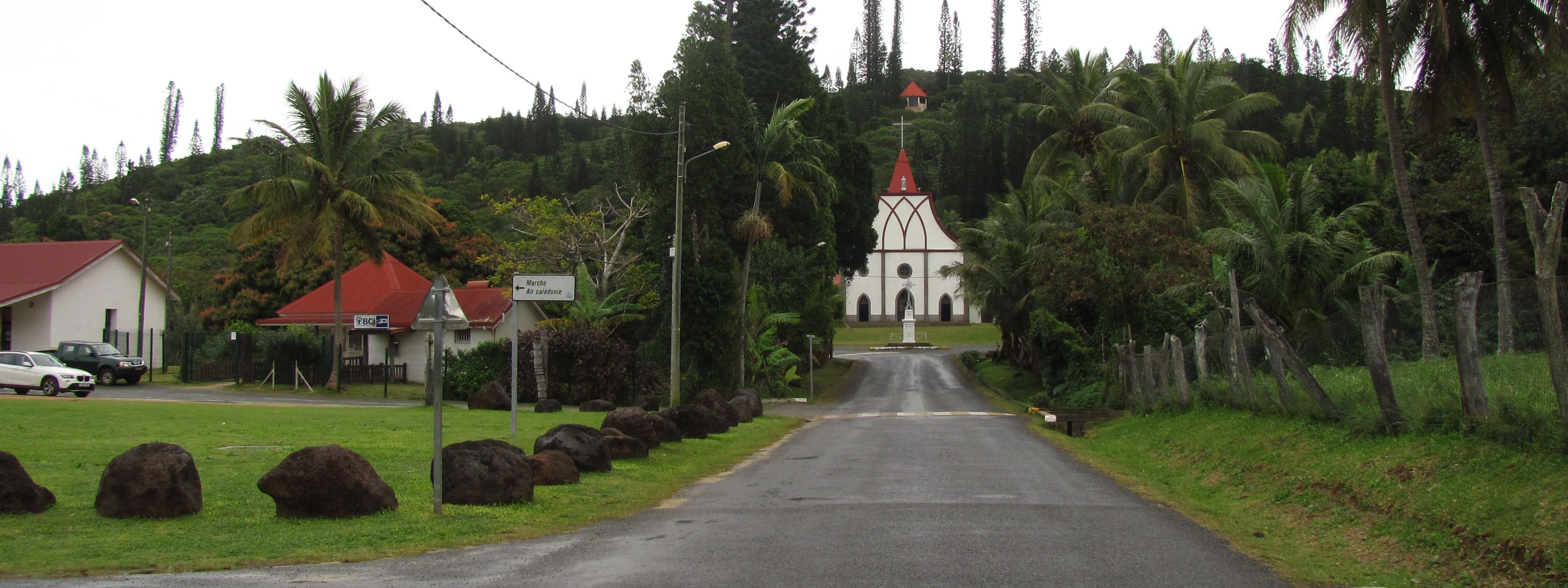
L'église de Vao à l'île des Pins.

### Province Nord
- Paroisse de Pouébo-Balade (1847)
  - Église de Pouébo
  - Église de Balade
- Paroisse du Saint-Nom de Touho (1853)
- Paroisse de Bondé, Ouégoa (1863)

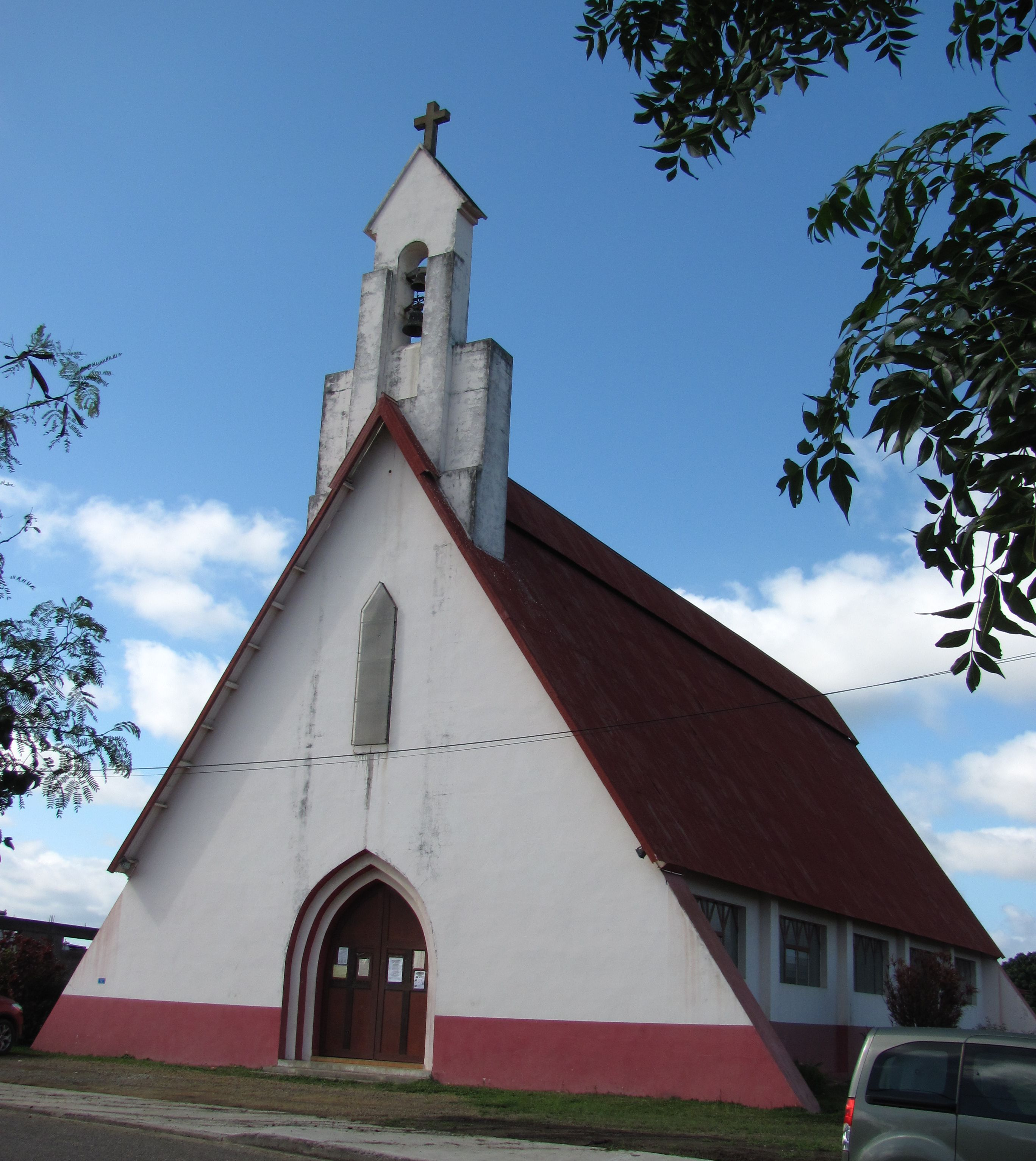
L'église de Koné.

- Paroisse Saint-Pierre de Belep (1866)
- Paroisse de Tyé, Poindimié (1889)
- Paroisse de Koné (1891)
- Paroisse Saint-Pierre de Hienghène (1897)
- Paroisse de Houaïlou-Nindhia (1907)
- Paroisse de Téouty, Ponérihouen (1907)
- Paroisse de Canala-Nakéty (1930)
  - Église Saints-Pierre-et-Paul de Nakéty (1883)
  - Église de l'Assomption de Canala (2002)
- Paroisse Sainte-Jeanne-d'Arc de Koumac (1939)
- Paroisse de Nékliaï-Poya-Népoui, commune de Poya
  - Église de Poya
  - Chapelle Saint-Pierre-Chanel de Népoui

### Îles Loyauté
- Paroisse de Saint-Joseph, Ouvéa (1857)
- Paroisse Saint-Michel de Fayaoué, Ouvéa
  - Église Saint-Michel de Fayaoué
  - Église du Saint-Nom de Mouli
- Paroisse de Hnathalo-Lifou (1858)
  - Église Saint-Jean-Baptiste de Hnathalo (1858)

- - Église d'Easo (1898)

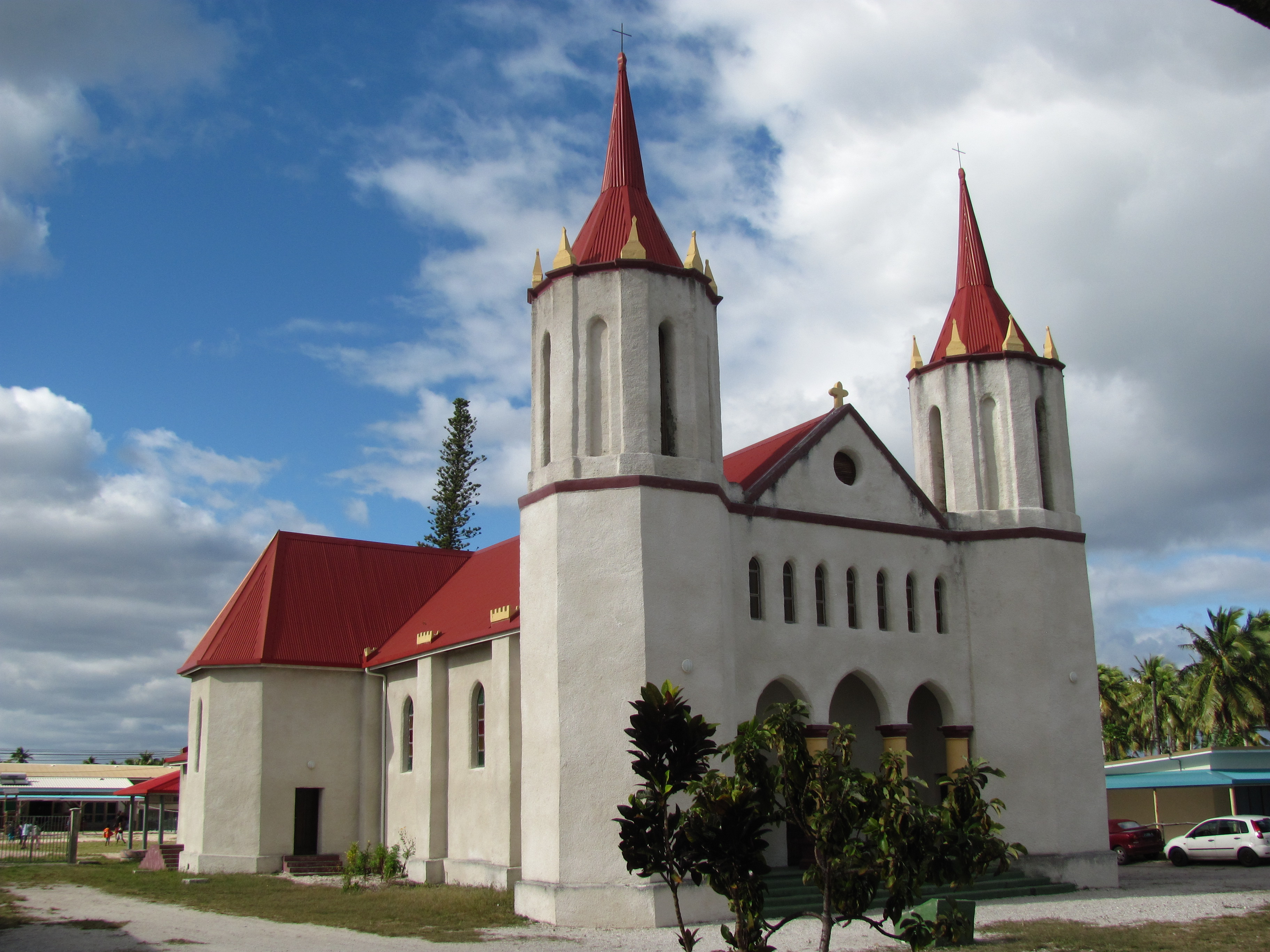
L'église Saint-Michel de Fayaoué.

  - Chapelle Notre-Dame de Lourdes d'Easo (1898)
  - Église de l'Assomption de Drueulu
  - Chapelle Sainte-Anne d'Inagoj
  - Chapelle du Sacré-Cœur de Wé
- Paroisse de Maré, dépend du secteur pastoral Saint-Jean-Baptiste de la Vallée-des-Colons (1866)
  - Église Notre-Dame-de-la-Visitation de La Roche (1889)
  - Église de la Croix glorieuse de Pénélo
  - Église du Sacré-Cœur de Medu
  - Chapelle Saint-Joseph de Tawainèdre
  - Chapelle Notre-Dame de Lorette de Tadine
  - Chapelle Saint-Jean-Baptiste de Hnainèdre

## Aumôneries
- Aumônerie militaire des FANC, qui ne dépend pas de l'archidiocèse de Nouméa mais du diocèse aux Armées
- Aumônerie de l'université et des lycées Apolinaire Anova ; Saint Jean XXIII & Blaise Pascal  
  - Chapelle Saint-Thomas de Nouville, Nouméa
- Aumônerie de la santé, à la cathédrale Saint-Joseph de Nouméa et au médipole de Nouvelle-Calédonie par Mgr De Rasilly
- Aumônerie catholique pénitentiaire du Camp-Est

## Prêtres indigènes
- 1946 : Luc Amoura (Borendi), Michel Matouda (Nakéty)
- 1965 : Jean-Marie Tjibaou est le sixième prêtre autochtone ordonné.
- 1987 : Roch Apikaoua.